# Corylopsis omeiensis
Corylopsis omeiensis är en trollhasselart som beskrevs av Yang. Corylopsis omeiensis ingår i släktet Corylopsis och familjen trollhasselfamiljen. Inga underarter finns listade i Catalogue of Life.